# Enemy of the State
Enemy of the State (bra: Inimigo do Estado; prt: Perigo Público) é um filme estadunidense de 1998, dos gêneros ação, espionagem e suspense, dirigido por Tony Scott, produzido por Jerry Bruckheimer e escrito por David Marconi. O filme é estrelado por Will Smith e Gene Hackman, com Jon Voight, Lisa Bonet, Gabriel Byrne, Dan Butler, Loren Dean, Jake Busey, Barry Pepper e Regina King em papéis coadjuvantes. O filme conta a história de um grupo de agentes da NSA conspirando para matar um congressista e a cobertura que se segue depois que uma fita do assassinato é descoberta.
O filme foi lançado em 20 de novembro de 1998 nos EUA e no exterior. Enemy of State recebeu críticas geralmente positivas de críticos de cinema e público, com muitos elogiando a escrita e a direção, bem como a química entre Smith e Hackman. Dados os eventos de 11 de setembro, o Patriot Act e as revelações de Edward Snowden sobre o programa de vigilância PRISM da NSA, o filme se tornou notável por estar à frente de seu tempo em questões de segurança nacional e privacidade.

## Sinopse
O ornitologista Daniel Zavitz flagra o assassinato de um congressista por agentes da National Security Agency. Quando a NSA descobrem, lançam uma perseguição a Zavitz, que no percurso encontra um colega de faculdade, o advogado Robert Clayton Dean. Zavitz esconde a fita do crime nas compras de Dean antes de morrer atropelado. Eventualmente a NSA descobre a identidade de Dean, congelando suas contas e espalhando grampos e escutas por suas pertences para rastreá-lo em busca da fita.

## Elenco
- Will Smith .... Robert Clayton Dean
- Gene Hackman .... Edward 'Brill' Lyle
- Jon Voight .... Thomas Brian Reynolds
- Loren Dean .... Loren Hicks
- Barry Pepper .... David Pratt
- Jack Black .... Fiedler
- Lisa Bonet .... Rachel F. Banks
- Seth Green .... Shelby
- Jake Busey .... Krug
- Scott Caan .... Jones
- Jamie Kennedy .... Jamie Williams
- Regina King .... Carla Dean
- Gabriel Byrne .... falso Brill
- James LeGros .... Jerry Miller
- Jason Lee .... Daniel Zavitz
- Jason Robards .... congressista Phillip Hammersley (sem créditos)
- Stuart Wilson .... congressista Sam Albert
- Ian Hart .... John Bingham
- Jascha Washington .... Eric Dean
- Anna Gunn .... Emily Reynolds
- Grant Heslov .... Lenny
- Bodhi Elfman .... Van
- Laura Cayouette .... Christa Hawkins
- Dan Butler .... Diretor da NSA Shaffer
- Tom Sizemore .... Pintero (sem créditos)
- Philip Baker Hall .... Mark Silverberg (sem créditos)
- Ivana Miličević .... balconista da Ruby

## Produção
A história se passa em Washington, D.C. e Baltimore, e a maior parte das filmagens foi feita em Baltimore. A filmagem no local começou em uma balsa em Fell's Point. Em meados de janeiro, a empresa mudou-se para Los Angeles para concluir a produção em abril de 1998. Os escritores Aaron Sorkin, Henry Bean e Tony Gilroy realizaram uma reescrita não creditada do roteiro.
Mel Gibson e Tom Cruise foram considerados para o papel que foi para Will Smith, que assumiu o papel em grande parte porque queria trabalhar com Gene Hackman, e já havia gostado de trabalhar com o produtor Jerry Bruckheimer em Bad Boys. George Clooney também foi considerado para um papel no filme. Sean Connery foi considerado para o papel que foi para Hackman. O filme é notável por ter escalado várias estrelas em papéis de apoio menores, que a diretora de elenco Victoria Thomas creditou ao interesse das pessoas em trabalhar com Gene Hackman.
A equipe do filme incluiu um consultor de contra-medidas de vigilância técnica que também teve um papel menor como comerciante de lojas de espionagem. Hackman já havia atuado em um thriller semelhante sobre espionagem e vigilância, The Conversation (1974). A foto no arquivo da NSA de Edward Lyle é de Hackman em "The Conversation".

## Recepção
Enemy of State recebeu 71% de críticas positivas no site de críticos de cinema Rotten Tomatoes, com 84 críticos pesquisados. Metacritic exibiu uma classificação normalizada de 67 em 100 com base em 22 críticos.
Edvins Beitiks, do The San Francisco Examiner, elogiou muitos aspectos do desenvolvimento do filme, mas criticou o conceito geral que levou o filme desde o início - a eficiência da inteligência do governo - como irrealista.
Kim Newman considerou Enemy of State uma "continuação de The Conversation", o thriller psicológico de 1974 que estrelou Hackman como um especialista em vigilância isolado e paranóico.

### Bilheteria
O filme estreou no segundo lugar, atrás do filme The Rugrats Movie, arrecadando US$20,038,573 no primeiro fim de semana em 2,393 cinemas e com uma média de US$8,374 por local.

## Vida real
Um episódio do Nova da PBS, intitulado "Spy Factory", relata que o retrato do filme sobre as capacidades da NSA é ficção: embora a agência possa interceptar transmissões, é difícil conectar os pontos. No entanto, em 2001, o então diretor da NSA, Michael Hayden, nomeado para o cargo durante o lançamento do filme, disse a Kyra Phillips da CNN que "eu decidi que não poderíamos sobreviver com o impressão popular de que essa agência foi formada pelo último filme de Will Smith". James Risen escreveu em seu livro de 2006 State of War: The Secret History of the CIA and the Bush Administration que Hayden "ficou horrorizado" com a representação da NSA no filme e procurou combatê-lo com uma campanha de relações públicas em nome da agência.
Em junho de 2013, os programas PRISM e Boundless Informant da NSA para vigilância doméstica e internacional foram descobertos pelo The Guardian e pelo The Washington Post como resultado de informações fornecidas pelo denunciante Edward Snowden. Essas informações revelaram recursos como coleta de navegação na Internet, dados de e-mail e telefone não apenas de muitos americanos, mas também de cidadãos de outras nações. John Patterson, do The Guardian, argumentou que as representações de Hollywood da vigilância da NSA, incluindo Enemy of State e Echelon Conspiracy, "abrandou" o público americano à "noção de que nossos hábitos de consumo, nossa localização, todos os nossos movimentos e conversas são visíveis para outras pessoas cujos motivos não podemos conhecer".